# Крейдл-Маунтин — Лейк-Сент-Клэр
Крейдл-Маунтин — Лейк-Сент-Клэр (англ. Cradle Mountain-Lake St Clair National Park) — национальный парк в регионе Центральное нагорье (Тасмания, Австралия). Является частью объекта Всемирного наследия ЮНЕСКО «Дикая природа Тасмании».

## Описание
Парк был основан в 1922 году при активном участии австралийского ботаника-любителя австрийского происхождения Густава Вейндорфера (1874—1932; похоронен здесь же, в долине). В его честь было названо местное долеритовое скальное образование необычной формы «Ботинок Густава». Ныне парк имеет площадь 1614,43 км²; в 2005 году его посетили около 209 000 человек. Парк управляется Службой парков и дикой природы Тасмании; ближайший город, откуда до него можно добраться, — Куинстаун, от шоссе Лайелла. В самом парке ни населённых пунктов, ни автодорог нет. С юга Крейдл-Маунтин — Лейк-Сент-Клэр вплотную граничит с национальным парком «Франклин — Гордон-Уайлд-Риверс», с востока — со «Стенами Иерусалима».
В 2001 году на телеэкраны вышел двухсерийный фильм «Когда динозавры бродили по Америке». Локации парка Крейдл-Маунтин — Лейк-Сент-Клэр были использованы, чтобы изобразить Нью-Йорк верхнего триаса и Пенсильванию нижней юры.

### Климат
Согласно метеонаблюдениям 1989—2017 годов, максимальная температура воздуха, зарегистрированная в парке, составила 33,9°С (январь), минимальная — −7,8°С (август). В среднем за год на парк выпадает 1880,4 мм дождя (максимум — 2450,2 мм за год, минимум — 1582,1 мм за год); самый влажный месяц — август (237,7 мм, максимум — 519,2 мм за месяц), самый сухой — февраль (80 мм, минимум — 19,6 мм за месяц).
Метеостанция установлена на высоте 742 метра над уровнем моря.

### Флора и фауна
Альпийские растения парка на 40—55 % являются эндемиками Тасмании. 68 % видов растений, произрастающих в дождевых лесах Тасмании, присутствуют в парке Крейдл-Маунтин — Лейк-Сент-Клэр. Из флоры парка можно выделить эндемиков видов Anodopetalum biglandulosum, Fuscospora gunnii, Richea pandanifolia, Richea scoparia; более распространённые виды — нотофагус Каннингема и эвкалипт малоцветковый.
Среди животных парка можно выделить обитающие здесь виды рыже-серый валлаби, тасманийский дьявол, утконос; несколько видов родов филандеры, пятнистые сумчатые куницы; несколько родов семейств ехидновые, вомбатовые, кускусовые.
Парк является так называемой «Ключевой орнитологической территорией». Здесь обитают птицы видов чёрная ворона-флейтист, серая ворона-флейтист, пестрохвостая ворона-флейтист, огненногрудая петроика, малиновогрудая петроика, Calamanthus fuliginosus; несколько видов рода вороны. 11 видов обитающих здесь птиц — эндемики Тасмании.
В парке обитают вредные представители класса оомицеты Phytophthora cinnamomi и Chalara australis. Из безвредных грибов парка можно отметить виды Tyromyces pulcherrimus (растёт на нотофагусе Каннингема и эвкалипте малоцветковом) и Cortinarius metallicus.

### Достопримечательности
Как явствует из названия, основными достопримечательностями парка являются гора Крейдл и озеро Сент-Клэр. Другие примечательные объекты парка:
- Горы Пелион-Ист (Восточный Пелион), Пелион-Уэст (Западный Пелион), Осса (высшая точка Тасмании — 1617 м), Акрополис, Артиллери-Ноб[англ.] (Артиллерийская Ручка), Барн-Блафф (Амбарный Утёс), Касл-Крэг[англ.] (За́мок Крэга), Катидрал (Кафедральная), Герион, Гоулд[англ.], Массиф[англ.], Олимп[англ.], Смитис-Пик[англ.], Тетис[англ.]
- Озёра Дов (Голубиное), Лилла
- Туристическая тропа Оверленд[англ.] (Сухопутная). До 2005 года посещение парка было бесплатным. С 2005 года был введён сбор для посетителей, использующих туристическую тропу «Оверленд» в туристический сезон, — 100 долларов. В 2007 году стоимость поднялась до 150 долларов, по состоянию на август 2011 года она составляла 180 долларов. Эта дорога — одна из самых известных пеших туристических троп Австралии. Её длина составляет 65 километров, перепад высот — от 720 до 1250 метров над уровнем моря, путешествующие по ней имеют возможность вплотную увидеть более десятка гор, четыре озера и три водопада парка; вдоль неё выстроены более десятка «хижин-убежищ», возраст некоторых из этих строений превышает 120 лет (Хижина Долины Водопада[англ.], Хижина «Новый Пелион»[англ.], Хижина Нарцисса[англ.], Хижина «Старый Пелион»[англ.], Хижина «Кухня» и др.)

## Галерея

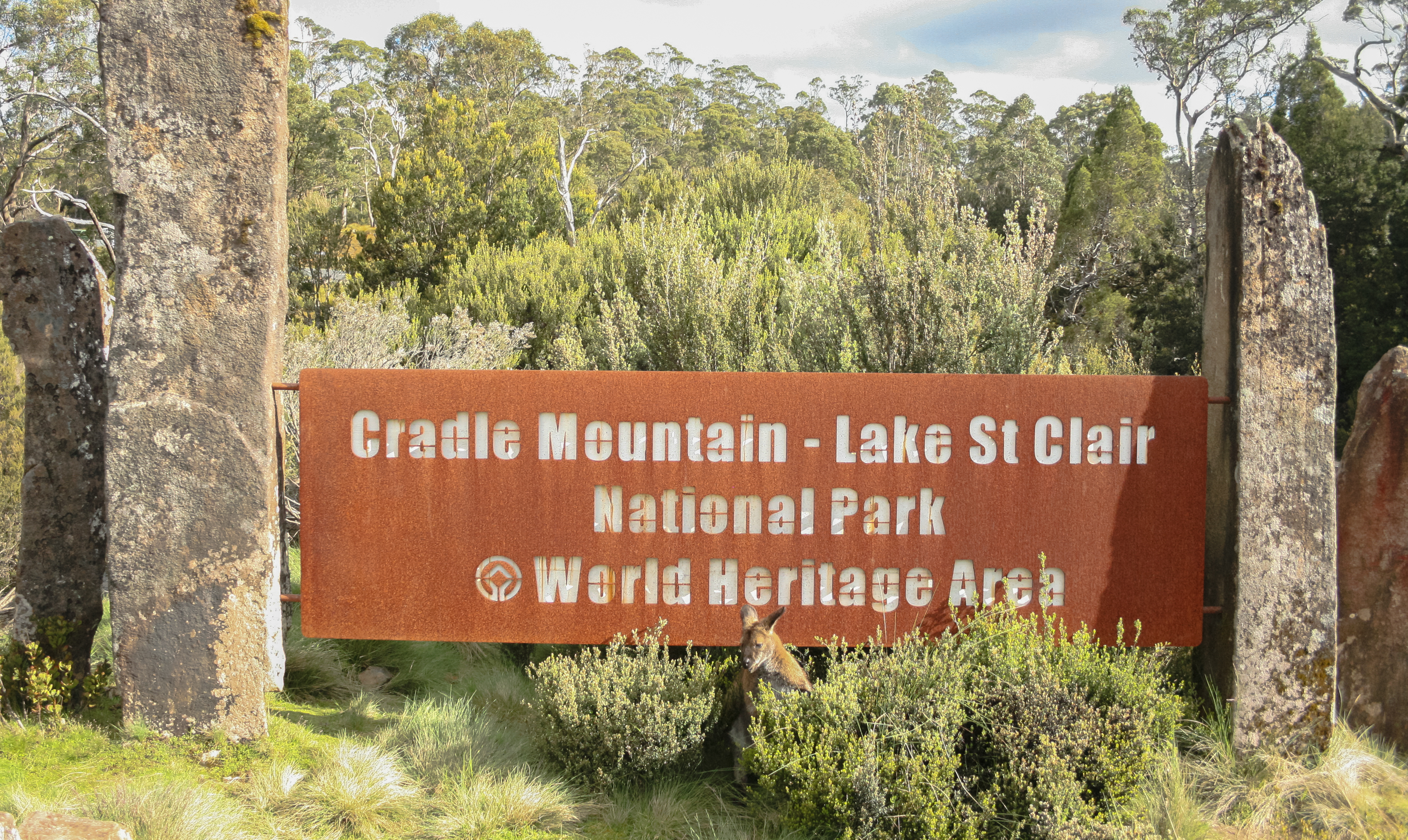
Один из входов в парк
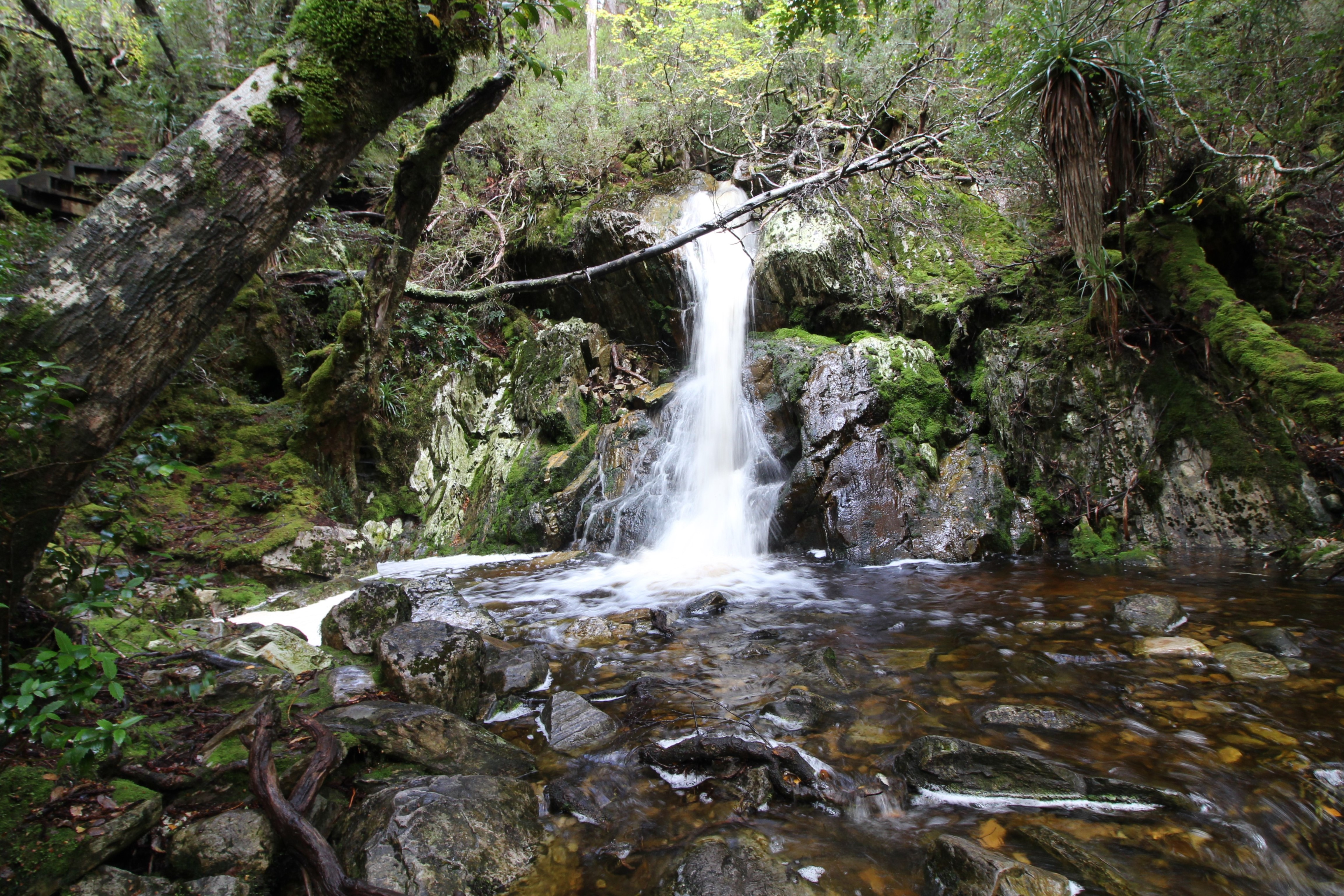
Один из безымянных водопадов парка
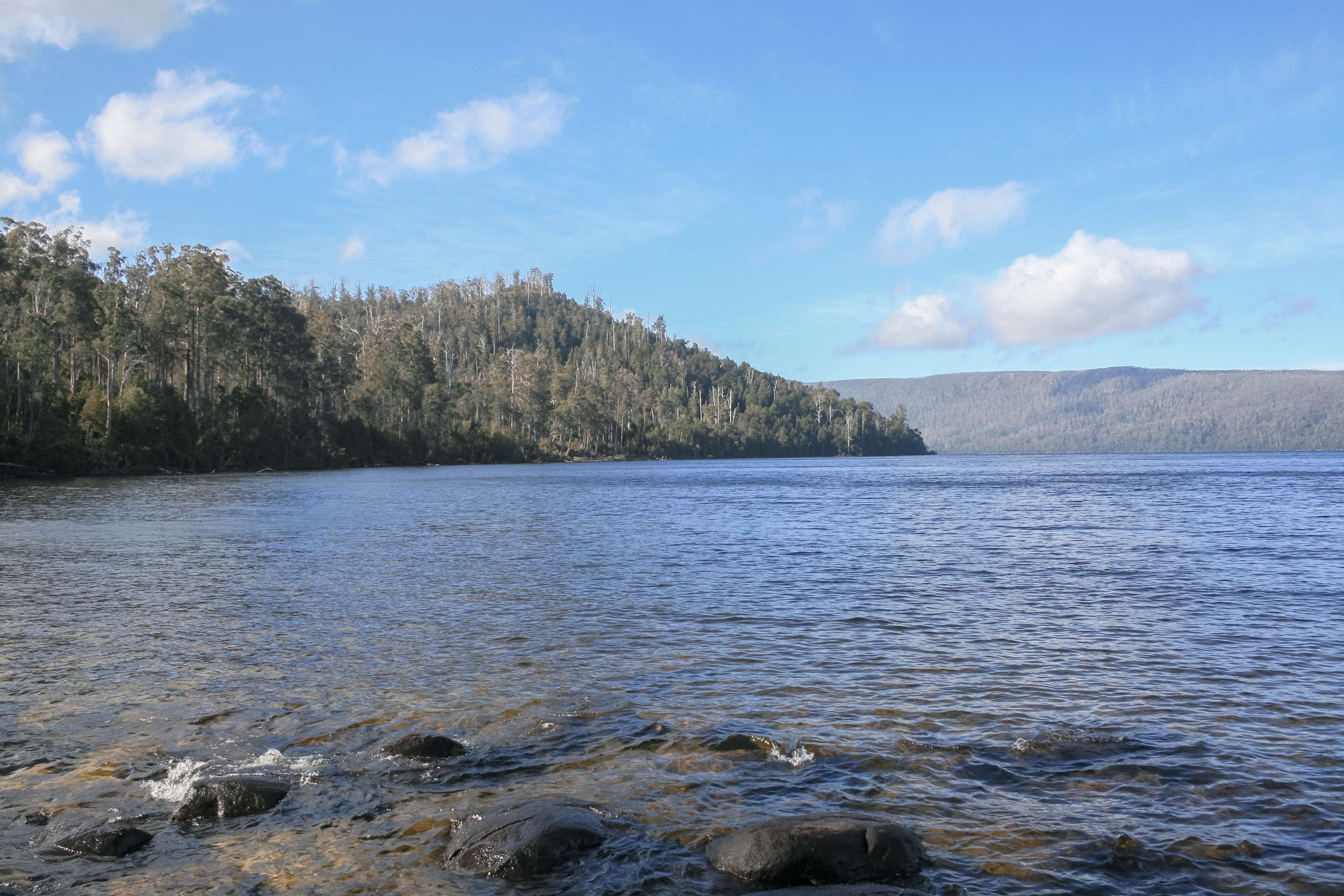
Озеро Сент-Клэр
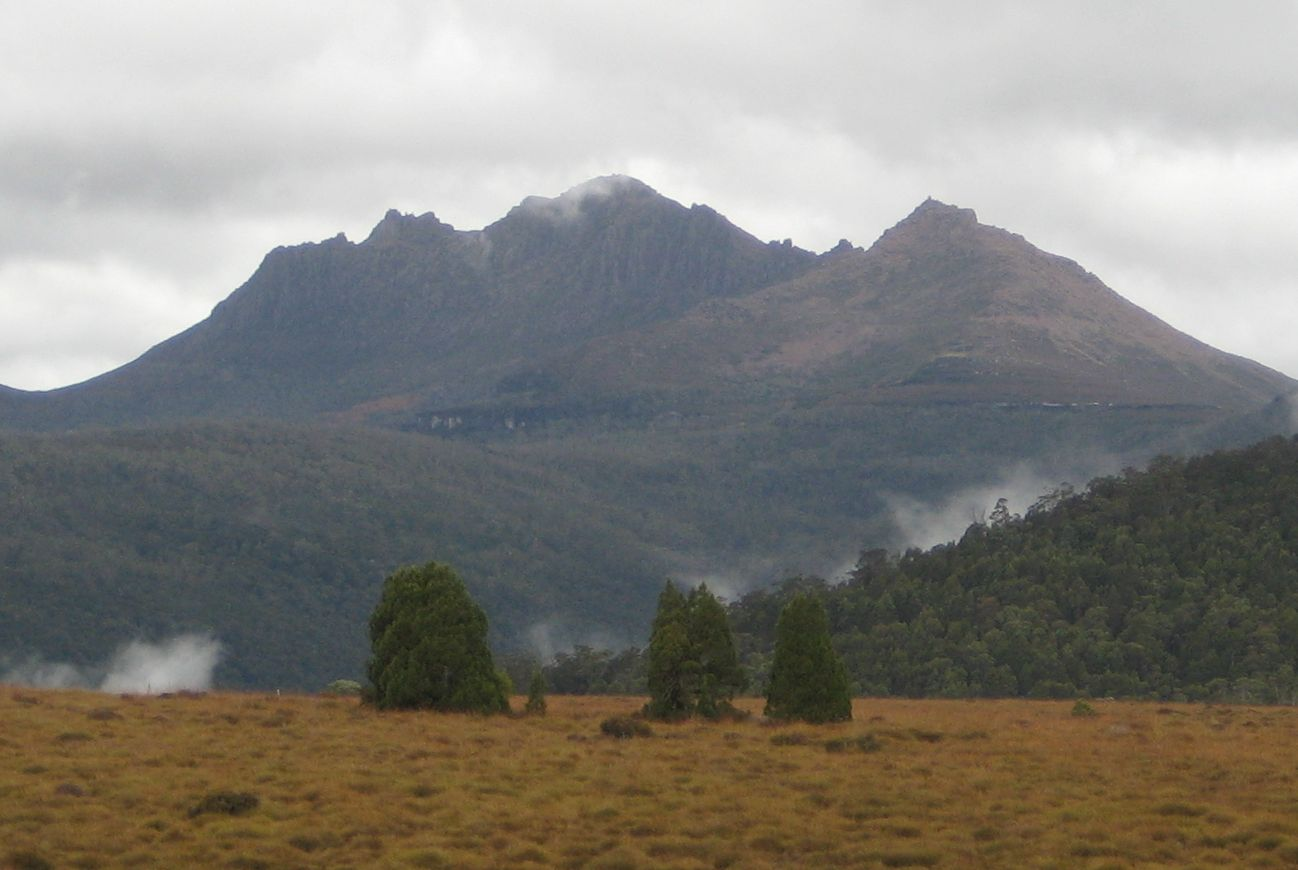
Гора Осса — высшая точка Тасмании (1617 м)
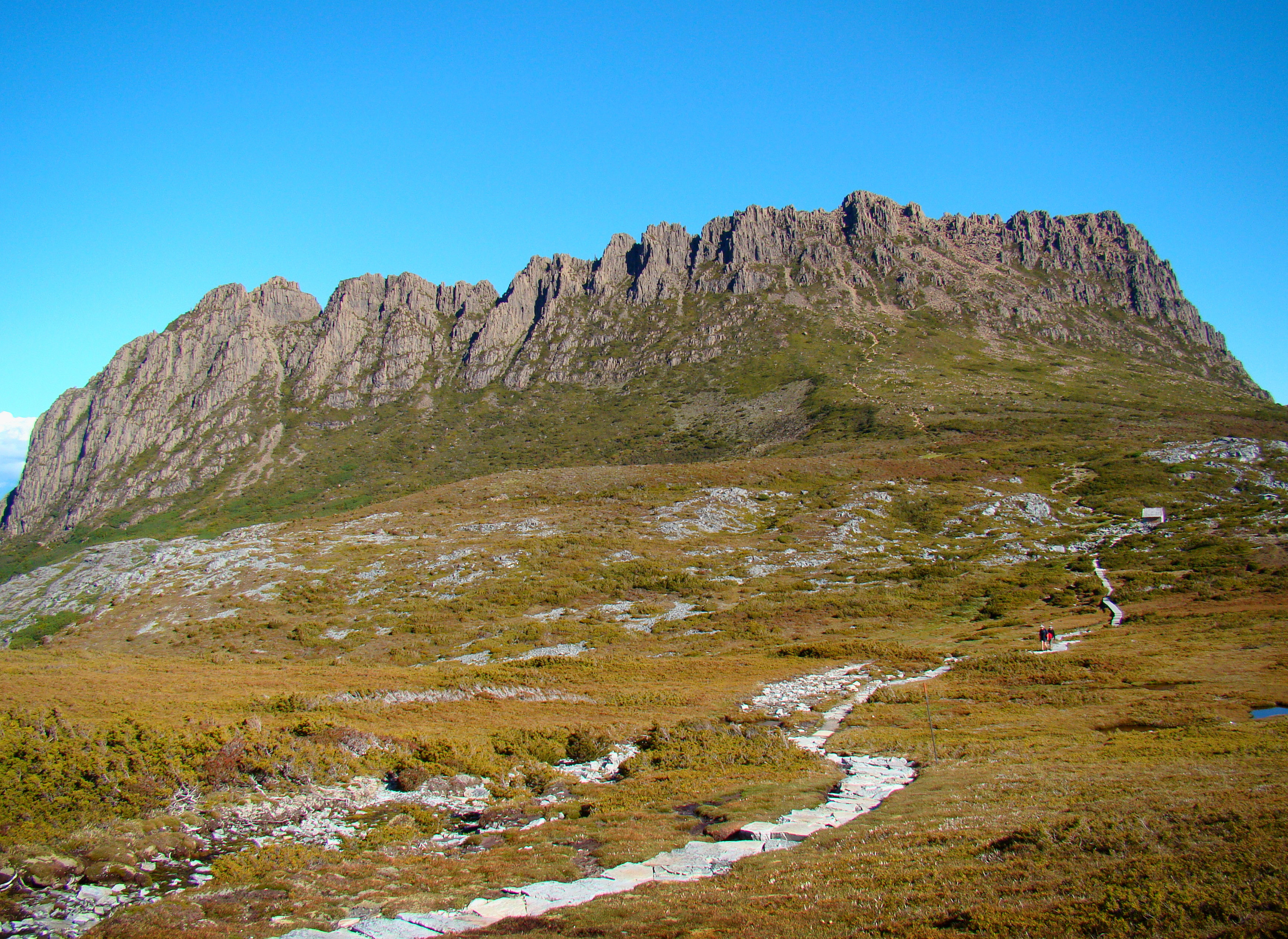
Туристическая тропа Оверленд[англ.] у подножия горы Крейдл
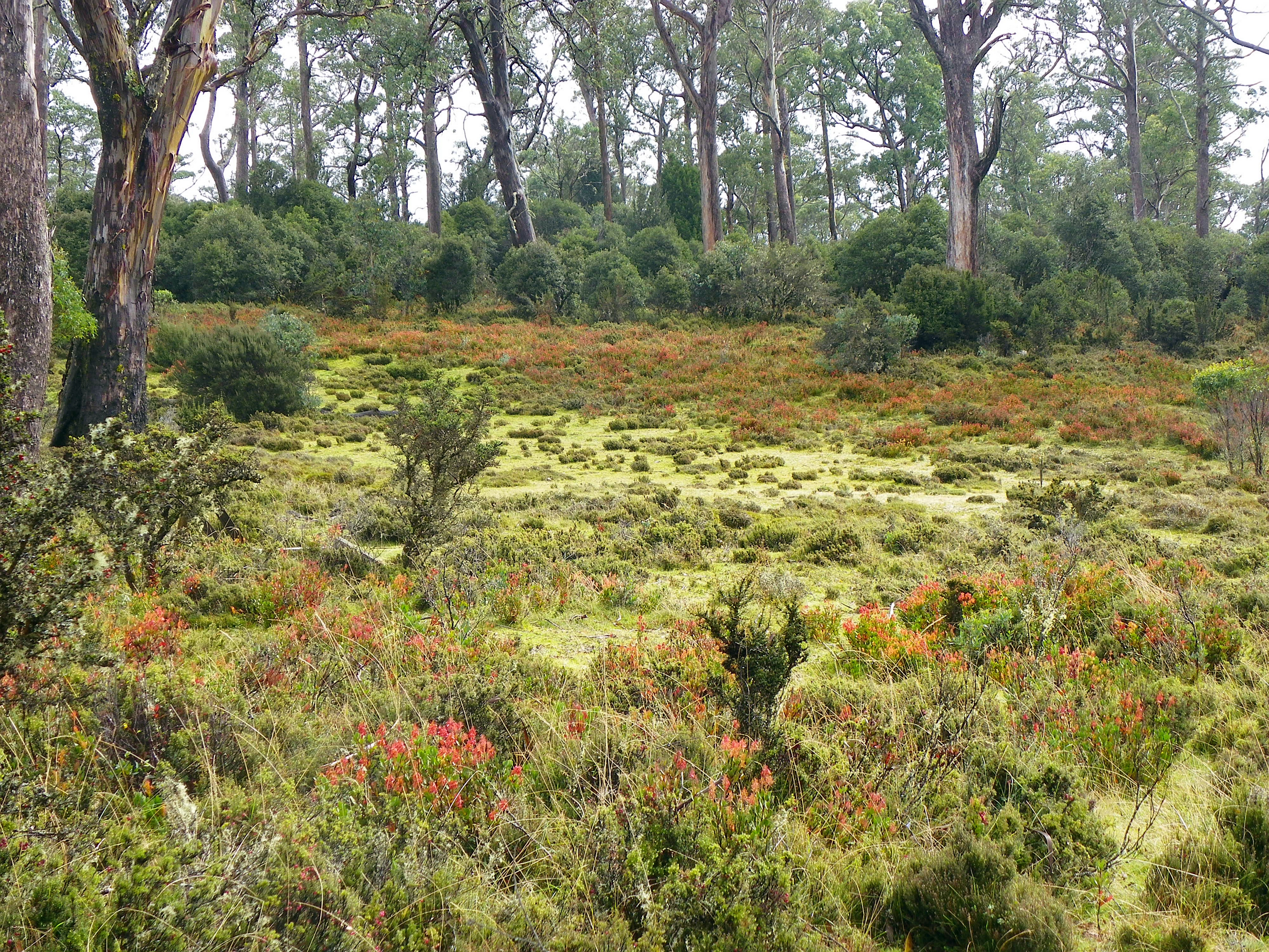
Буш у подножия горы Крейдл
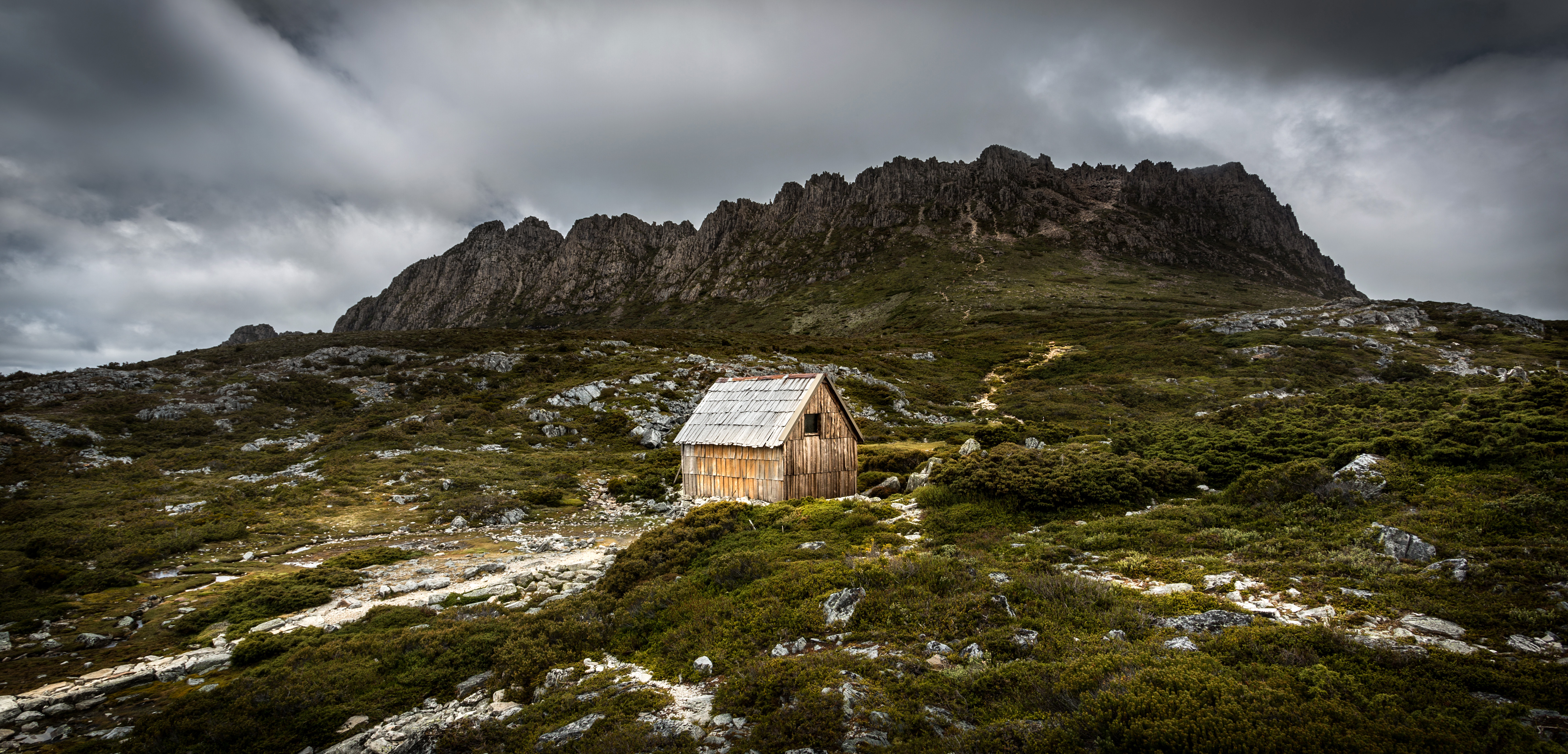
Хижина «Кухня» у подножия горы Крейдл
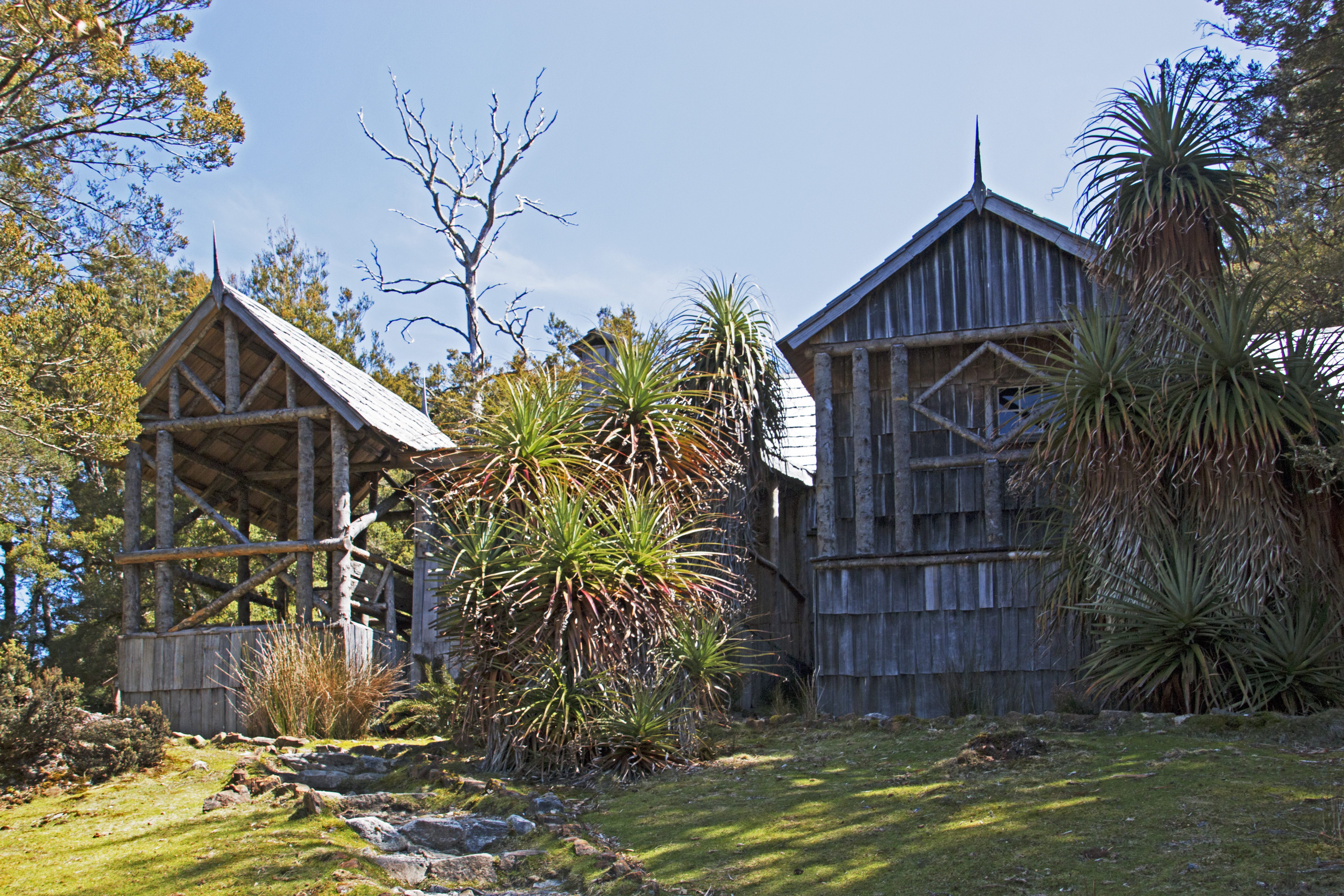
Шале Густава Вейндорфера[англ.] (реконструированное)
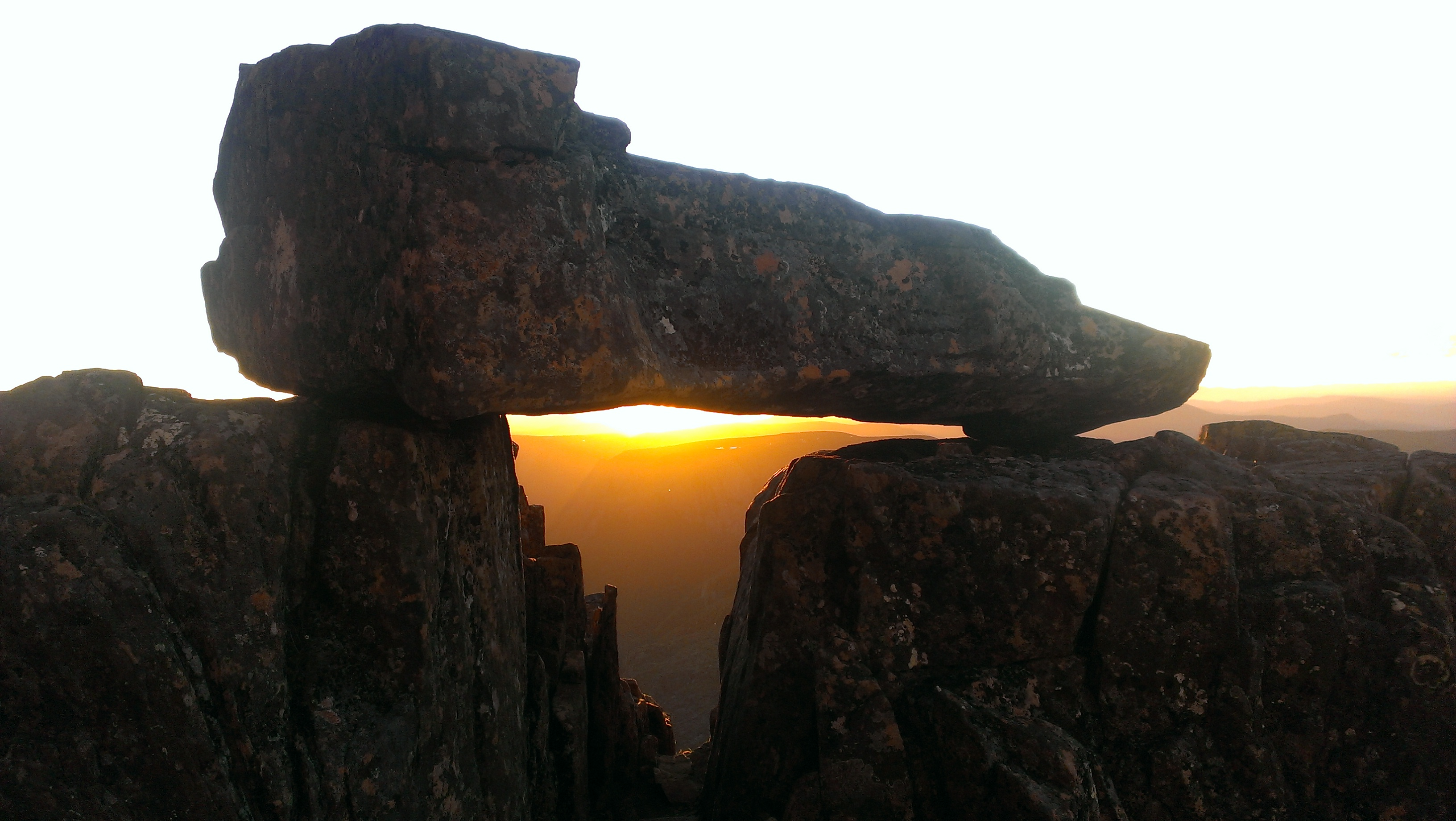
«Ботинок Густава[англ.]»